# Oeiras Open 2023
Die Oeiras Open 2023 waren ein Tennisturnier der ITF Women’s World Tennis Tour 2023 für Damen und ein Tennisturnier der ATP Challenger Tour 2023 für Herren in Oeiras. Die Turniere fanden parallel vom 17. bis 23. April 2023 statt.